# Braunvioletter Dickfuß
Der ungenießbare Braunviolette Dickfuß (Cortinarius anomalus) ist eine Pilzart aus der Familie der Schleierlingsverwandten (Cortinariaceae). Die Fruchtkörper erscheinen im Herbst in Laub- und Nadelwäldern. Der Schleierling wird auch Graubräunlicher Seidenkopf, Graubräunlicher Dickfuß, Graubrauner Schleierling oder Blauberandeter Seidenkopf genannt.

## Merkmale

### Makroskopische Merkmale
Der Hut ist 3–8 cm breit, gewölbt bis ausgebreitet und im Alter mehr oder weniger verbogen. Die Huthaut ist matt und hat einen charakteristischen, glimmerigen Schimmer, ganz ähnlich wie die eingetrocknete Schleimspur einer Schnecke. Die Oberfläche ist anfangs tongrau bis graubraun und hat einen leichten Lilaton, später ist der Hut dunkel graubraun gefärbt.
Die untermischten Lamellen sind ausgebuchtet am Stiel angewachsen. Sie sind erst violett getönt und werden dann durch das rostbraune Sporenpulver violettbraun. Die Schneiden sind etwas heller als die Lamellenflächen.
Der zylindrische oder leicht keulige Stiel ist 5–10 cm lang und 1–2 cm breit. Er ist oft verbogen und im Alter hohl. Der obere Teil ist blass violettlich und feinfaserig, zur Basis hin ist er blassocker, und mehrfach schwach und vergänglich gegürtelt. Das Fleisch ist blass oder nahezu gleichfarben mit Hut und Stiel und hat ebenfalls einen violetten Ton. Der Geruch ist schwach und unauffällig bis unangenehm süßlich.

### Mikroskopische Merkmale
Die fast kugeligen Sporen sind 7,5–8,5 µm lang und 6–7 µm breit.

## Artabgrenzung
Recht ähnlich sind der Reihige Klumpfuß (Phlegmacium glaucopus) und der Olivgelbe Schleimkopf (Cortinarius subtortus) sowie weitere Schleierlingsverwandte.

## Ökologie
Der Braunviolette Dickfuß wächst in Laub- und Nadelwäldern. Im Gebirge steigt er bis etwa 2500 m hoch auf.

## Verbreitung

Europäische Länder mit Fundnachweisen des Braunvioletten Dickfußes.
Legende:
grün = Länder mit Fundmeldungen
cremeweiß = Länder ohne Nachweise
hellgrau = keine Daten
dunkelgrau = außereuropäische Länder.

Der Pilz kommt in Nordamerika (Kanada, USA), Asien (Japan), Nordafrika (Marokko), Australien, Neuseeland und Europa vor. In West- und Mitteleuropa ist der Schleierling ziemlich häufig.

## Systematik
Die Varietät lepidopus kommt vor allem bei Birken und Kiefern vor.
Innerhalb der Schleierlinge steht die Art in der Sektion Anomali, die in der Vergangenheit den Untergattungen Dickfüße und Gürtelfüße zugeordnet wurde. Phylogenetische Untersuchungen zeigten, dass Arten der Sektion Anomali vermutlich nahe mit Arten der Sektion Camphorati verwandt sind, die innerhalb der Untergattung Cortinarius subgen. Camphorati stehen. Deshalb zählt auch Cortinarius anomalus vermutlich zu dieser Untergattung, auch wenn der Stammbaum ohne Unterstützung erstellt wurde und weitere Forschungen diese Einordnung noch bestätigen müssen (Stand 2022).

## Bedeutung
Der Braunviolette Dickfuß ist kein Speisepilz, auch wenn einige Autoren ihn für zwar minderwertig aber essbar halten. Da Speisepilzsammler den Pilz leicht mit anderen, möglicherweise giftigen Schleierlingen verwechseln können, sollte man ihn in der Küche nicht verwenden.